# フリッツ・フォン・エリック
フリッツ・フォン・エリック（Fritz Von Erich、本名：Jack Barton Adkisson、1929年8月16日 - 1997年9月10日）は、アメリカ合衆国のプロレスラー、プロレスのプロモーター。テキサス州ジュエット出身。
ギミック上の出身地はドイツのベルリン。アイアン・クローの開祖として知られ、「鉄の爪」はそのまま彼の異名にもなった。元AWA世界ヘビー級王者。
引退後はテキサス州ダラスおよびフォートワースを本拠地とするプロレス団体WCCWのプロモーターとして活動した。

## 来歴
サザンメソジスト大学時代にアメリカンフットボールで活躍した後、スチュ・ハートのコーチを受けて1954年にプロレスラーとしてデビュー。ナチ・ギミックのヒールとなって活動し、カナダのトロント地区ではホイッパー・ビリー・ワトソンと抗争。このギミックの先達であるハンス・シュミットともタッグを組み、1950年代後半からは「弟」という設定のワルドー・フォン・エリックとの兄弟タッグでも悪名を売った。
1960年代はアマリロ地区でドリー・ファンク・シニアとも抗争、パット・オコーナー、バディ・ロジャース、ルー・テーズ、ジン・キニスキーなど、歴代王者が保持していたNWA世界ヘビー級王座にも各地で再三挑戦。1961年12月1日にはミシガン州デトロイトでディック・ザ・ブルーザーを破り、USヘビー級王座を獲得した。
1962年7月21日、ネブラスカ州オマハでバーン・ガニアからオマハ版の世界ヘビー級王座を奪取。1か月後の8月25日にガニアに奪還されるが、1963年7月27日には再び同所においてガニアを破り、オマハ版世界王座に返り咲くと共に、ガニアが同時に保持していたAWA世界ヘビー級王座も獲得して第9代王者となった。
1966年よりテキサス州ダラスにおいて、NWA傘下の団体NWAビッグタイム・レスリング（NWA Big Time  Wrestling）を設立。大ヒールからベビーフェイスに転じ、同年12月にはフラッグシップ・タイトルであるNWAアメリカン・ヘビー級王座の初代チャンピオンとなり、以降はビッグタイム・レスリングのオーナー兼エースとして活躍。アメリカン・ヘビー級王座には1966年から1977年にかけて、ブルート・バーナード、ザ・スポイラー、バロン・フォン・ラシク、ジョニー・バレンタイン、ボリス・マレンコ、トール・タナカ、ブラックジャック・マリガン、ブルーザー・ブロディ、オックス・ベーカーらを破り、通算15回に渡って戴冠した。その間、1972年にはドリー・ファンク・ジュニアのNWA世界ヘビー級王座に度々挑戦。1975年から1976年まではNWAの会長職も務めている。
1981年より団体名をWCCW（World Class Championship Wrestling）に改称し、1982年6月4日のキングコング・バンディ戦を最後に現役を引退。以降はプロモート業に注力し、WCCWのボスとして黄金時代を築く。自身の息子たち（ケビン、デビッド、ケリー）をエースに、フェイスターンしたブルーザー・ブロディが彼らの助っ人を務め、ヒール陣営ではザ・グレート・カブキ、ファビュラス・フリーバーズ、ジノ・ヘルナンデスらが活躍、NWA世界ヘビー級王者のハーリー・レイスやリック・フレアー、アンドレ・ザ・ジャイアントも招聘して北米有数の繁栄テリトリーとした。なかでも、マネージャー兼ブッカーのゲーリー・ハートが手掛けたフォン・エリック兄弟とフリーバーズの抗争アングルは、アメリカのプロレス業界誌『レスリング・オブザーバー』の "Feud of the Year" に、1983年と1984年の2年連続で選ばれたほどのドル箱カードとなった。
一方で、長男のハンス（ジャック）・アドキッソン・ジュニアが幼くして不慮の事故により早世して以降、デビッド、ケリー、マイク、クリスと息子たちがことごとく死去したため、「呪われた一家」とも囁かれた（デビッドは日本で急死、ケリー、マイク、クリスは自殺）。健在なのは次男（フォン・エリック兄弟としては長男）のケビンだけとなっている。
1986年2月、当時のNWA会長ジム・クロケット・ジュニアの発言力が増してNWA内部のパワーバランスが崩れ始めたことを機に、団体名をWCWA（World Class Wrestling Association）と改称してNWAを脱退。しかし、テキサスを含む当時の南部各州は石油産業の停滞で深刻な不況下にあり、WWFによる全米侵攻の余波もあって経営難に直面。そのため1989年にテネシー州メンフィスのCWAと合併し、新たに発足したUSWAのダラスにおける興行を手掛けるが、最終的にはメンフィス派と袂を分かちプロレスリング・ビジネスから撤退した。その後、長年連れ添った夫人とも離婚し、1997年にがんのため死去。68歳没。
2009年、フォン・エリック・ファミリー（フリッツ、ケビン、デビッド、ケリー、マイク、クリス）としてWWE殿堂に迎えられ、顕彰セレモニーにはケビンが出席した。

### 日本での活躍
1966年11月、日本プロレスに初来日（当時の日本プロレスは、同年8月に旗揚げを発表した東京プロレスへの妨害工作や牽制を進めており、その一環として、日本武道館におけるプロレス初開催の準備と並行してフリッツの招聘交渉を開始していた）。来日第1戦となる11月28日、大阪府立体育館でジャイアント馬場のインターナショナル・ヘビー級王座に挑戦。12月1日には名古屋市金山体育館にてターザン・ゾロと組み、馬場&吉村道明が保持していたインターナショナル・タッグ王座の初防衛戦の相手を務めた。帰国前の12月3日にも日本武道館で馬場のインターナショナル・ヘビー級王座に再挑戦したが、これは武道館におけるプロレス初興行のメインイベントでもあった。馬場の同王座には、再来日時の1967年5月27日に札幌中島スポーツセンター、1969年12月19日にロサンゼルスのオリンピック・オーディトリアム、3度目の来日時の1970年3月3日に愛知県体育館、4度目の来日時（来日中止となったザ・シークの代役で特別参加）の1971年9月4日に田園コロシアムにおいて、通算6回に渡って挑戦した。
また、1967年5月23日にはギミック上の「弟」であるワルドー・フォン・エリックとのコンビで馬場&吉村、1970年3月7日にはプリンス・イヤウケアと組んで馬場&アントニオ猪木のBI砲が保持していたインターナショナル・タッグ王座にもそれぞれ挑戦。1971年9月6日には札幌中島スポーツセンターにおいて、猪木の持つユナイテッド・ナショナル・ヘビー級王座にも挑戦した。日本プロレスの最後のシリーズに参戦した1973年4月の来日時には、エリックのナチ・ギミックを継承していた「青銅の爪」キラー・カール・クラップをパートナーに、4月18日に焼津で大木金太郎&上田馬之助からインターナショナル・タッグ王座を奪取している（帰国後に王座を返上し、後任にカール・フォン・スタイガーがクラップのパートナーとなって戴冠）。
日本プロレス崩壊後の1973年12月には、馬場が前年に旗揚げした全日本プロレスに来日。12月13日に大阪府立体育館、翌14日に日大講堂で、馬場のPWFヘビー級王座に連続挑戦した。1975年の再来日時には、当時のNWA世界ヘビー級王者ジャック・ブリスコへの挑戦権を賭けて、7月25日に日大講堂で馬場とテキサス・デスマッチで対戦している。最後の来日となった1979年には、1月5日に川崎市体育館で、馬場の弟子であるジャンボ鶴田の「試練の十番勝負」最終戦の対戦相手を務めた。すでに全盛期を過ぎていたものの、リング下でセコンドに付いていた若手選手時代の大仁田厚を、アイアン・クローをかけてそのままリング上に引きずり上げるなど、往年の迫力は健在だった。
日本には日本プロレスに5回、全日本プロレスに3回、通算8回来日した。このうち、1967年5月、1970年2月、1973年4月の日本プロレスへの参戦時は、彼の代名詞でもあるアイアン・クローをシリーズ名に冠した『アイアン・クロー・シリーズ』なる短期シリーズへの外国人エースとしての来日であり、通常のシリーズへの来日時も、いずれも数日間の特別参加という超大物扱いだった。当時、アメリカではベビーフェイスに転向していたが、日本ではヒールに徹した。
また、テキサス州ダラス地区のプロモーターとして、息子たちやブルーザー・ブロディ、ジノ・ヘルナンデス、ファビュラス・フリーバーズなど数々の選手を日本にブッキングした。1985年頃から日本での提携先を全日本プロレスから新日本プロレスに変更したが、自身は新日本に来ることはなかった。
息子たちがまだ幼い頃、一緒に来日した際に広島市の広島平和記念資料館を見学させ、戦争の悲惨さを繰り返し説いていたという。

## フォン・エリック・ファミリー
|                                                   |                                                   |                                                   |                                                   |                                                   |                                                   |                        |                        |                          |                          |                          |                          |                              |                              |                              |                              |                              |                              | フリッツ・フォン・エリック |                            |                            |                            |  |  |                            |                            |                            |                            |                            |                            |  |  |                          |                          |                          |                          |                          |                          |  |  |                          |                          |                          |                          |                          |                          |  |  |  |  |  |  |  |  |  |  |  |  |  |  |  |  |  |  |  |  |  |  |  |  |  |  |  |  |  |  |  |  |  |  |  |  |
|                                                   |                                                   |                                                   |                                                   |                                                   |                                                   |                        |                        |                          |                          |                          |                          |                              |                              |                              |                              |                              |                              |                            |                            |                            |                            |  |  |                            |                            |                            |                            |                            |                            |  |  |                          |                          |                          |                          |                          |                          |  |  |                          |                          |                          |                          |                          |                          |  |  |  |  |  |  |  |  |  |  |  |  |  |  |  |  |  |  |  |  |  |  |  |  |  |  |  |  |  |  |  |  |  |  |  |  |
|                                                   |                                                   |                                                   |                                                   |                                                   |                                                   |                        |                        |                          |                          |                          |                          |                              |                              |                              |                              |                              |                              |                            |                            |                            |                            |  |  |                            |                            |                            |                            |                            |                            |  |  |                          |                          |                          |                          |                          |                          |  |  |                          |                          |                          |                          |                          |                          |  |  |  |  |  |  |  |  |  |  |  |  |  |  |  |  |  |  |  |  |  |  |  |  |  |  |  |  |  |  |  |  |  |  |  |  |
| ジャック・アドキッソン・ジュニア （幼少期に死去） | ジャック・アドキッソン・ジュニア （幼少期に死去） | ジャック・アドキッソン・ジュニア （幼少期に死去） | ジャック・アドキッソン・ジュニア （幼少期に死去） | ジャック・アドキッソン・ジュニア （幼少期に死去） | ジャック・アドキッソン・ジュニア （幼少期に死去） |                        |                        | ケビン・フォン・エリック | ケビン・フォン・エリック | ケビン・フォン・エリック | ケビン・フォン・エリック | ケビン・フォン・エリック     | ケビン・フォン・エリック     |                              |                              | デビッド・フォン・エリック   | デビッド・フォン・エリック   | デビッド・フォン・エリック | デビッド・フォン・エリック | デビッド・フォン・エリック | デビッド・フォン・エリック |  |  | ケリー・フォン・エリック   | ケリー・フォン・エリック   | ケリー・フォン・エリック   | ケリー・フォン・エリック   | ケリー・フォン・エリック   | ケリー・フォン・エリック   |  |  | マイク・フォン・エリック | マイク・フォン・エリック | マイク・フォン・エリック | マイク・フォン・エリック | マイク・フォン・エリック | マイク・フォン・エリック |  |  | クリス・フォン・エリック | クリス・フォン・エリック | クリス・フォン・エリック | クリス・フォン・エリック | クリス・フォン・エリック | クリス・フォン・エリック |  |  |  |  |  |  |  |  |  |  |  |  |  |  |  |  |  |  |  |  |  |  |  |  |  |  |  |  |  |  |  |  |  |  |  |  |
| ジャック・アドキッソン・ジュニア （幼少期に死去） | ジャック・アドキッソン・ジュニア （幼少期に死去） | ジャック・アドキッソン・ジュニア （幼少期に死去） | ジャック・アドキッソン・ジュニア （幼少期に死去） | ジャック・アドキッソン・ジュニア （幼少期に死去） | ジャック・アドキッソン・ジュニア （幼少期に死去） |                        |                        | ケビン・フォン・エリック | ケビン・フォン・エリック | ケビン・フォン・エリック | ケビン・フォン・エリック | ケビン・フォン・エリック     | ケビン・フォン・エリック     |                              |                              | デビッド・フォン・エリック   | デビッド・フォン・エリック   | デビッド・フォン・エリック | デビッド・フォン・エリック | デビッド・フォン・エリック | デビッド・フォン・エリック |  |  | ケリー・フォン・エリック   | ケリー・フォン・エリック   | ケリー・フォン・エリック   | ケリー・フォン・エリック   | ケリー・フォン・エリック   | ケリー・フォン・エリック   |  |  | マイク・フォン・エリック | マイク・フォン・エリック | マイク・フォン・エリック | マイク・フォン・エリック | マイク・フォン・エリック | マイク・フォン・エリック |  |  | クリス・フォン・エリック | クリス・フォン・エリック | クリス・フォン・エリック | クリス・フォン・エリック | クリス・フォン・エリック | クリス・フォン・エリック |  |  |  |  |  |  |  |  |  |  |  |  |  |  |  |  |  |  |  |  |  |  |  |  |  |  |  |  |  |  |  |  |  |  |  |  |
|                                                   |                                                   |                                                   |                                                   |                                                   |                                                   |                        |                        |                          |                          |                          |                          |                              |                              |                              |                              |                              |                              |                            |                            |                            |                            |  |  |                            |                            |                            |                            |                            |                            |  |  |                          |                          |                          |                          |                          |                          |  |  |                          |                          |                          |                          |                          |                          |  |  |  |  |  |  |  |  |  |  |  |  |  |  |  |  |  |  |  |  |  |  |  |  |  |  |  |  |  |  |  |  |  |  |  |  |
|                                                   |                                                   |                                                   |                                                   | ロス・フォン・エリック                            | ロス・フォン・エリック                            | ロス・フォン・エリック | ロス・フォン・エリック | ロス・フォン・エリック   | ロス・フォン・エリック   |                          |                          | マーシャル・フォン・エリック | マーシャル・フォン・エリック | マーシャル・フォン・エリック | マーシャル・フォン・エリック | マーシャル・フォン・エリック | マーシャル・フォン・エリック |                            |                            |                            |                            |  |  | レイシー・フォン・エリック | レイシー・フォン・エリック | レイシー・フォン・エリック | レイシー・フォン・エリック | レイシー・フォン・エリック | レイシー・フォン・エリック |  |  |                          |                          |                          |                          |                          |                          |  |  |                          |                          |                          |                          |                          |                          |  |  |  |  |  |  |  |  |  |  |  |  |  |  |  |  |  |  |  |  |  |  |  |  |  |  |  |  |  |  |  |  |  |  |  |  |

## 得意技
アイアンクロー
相手の側頭部を掴むブレーン・クローと、腹部を掴むストマック・クローを使い分けていた。
ドロップキック
キック力にも優れ、ジャイアント馬場は「馬の蹴りのようだ」と表現した。

## 獲得タイトル
アメリカン・レスリング・アソシエーション
- AWA世界ヘビー級王座：1回[2]
- 世界ヘビー級王座 (オマハ版)：2回[8]

日本プロレス
- インターナショナル・タッグ王座：1回（w / キラー・カール・クラップ）[24]

ミッドアトランティック・チャンピオンシップ・レスリング
- NWA南部タッグ王座（ミッドアトランティック版）：1回（w / ワルドー・フォン・エリック）[28]

NWAウエスタン・ステーツ・スポーツ
- NWA北米ヘビー級王座（アマリロ版）：2回[29]
- NWA北米タッグ王座（アマリロ版）：1回（w / ラリー・ヘニング）[30]
- NWAサウスウエスト・タッグ王座：2回（w / ジン・キニスキー、マイク・デビアス）[31]

NWAデトロイト
- NWA USヘビー級王座（デトロイト版）：3回[7]

 NWAビッグタイム・レスリング / ワールド・クラス・チャンピオンシップ・レスリング
- NWA USヘビー級王座（テキサス版）：3回
- NWA世界タッグ王座（テキサス版）：2回（w / キラー・カール・コックス、デューク・ケオムカ）[32]
- NWA世界6人タッグ王座（テキサス版）：1回（w / ケビン&マイク・フォン・エリック）[33]
- NWAテキサス・ヘビー級王座：3回[34]
- NWAアメリカン・ヘビー級王座：15回[9]
- NWAアメリカン・タッグ王座：8回（w / ワルドー・フォン・エリック×2、ビリー・レッド・ライオン、グリズリー・スミス×2、ダン・ミラー、フレッド・カリー、ディーン・ホー）[35]

ワールド・レスリング・エンターテインメント
- WWE殿堂：2009年度（フォン・エリック・ファミリーとして殿堂入り。インダクターはマイケル・ヘイズ）[3]

## エピソード

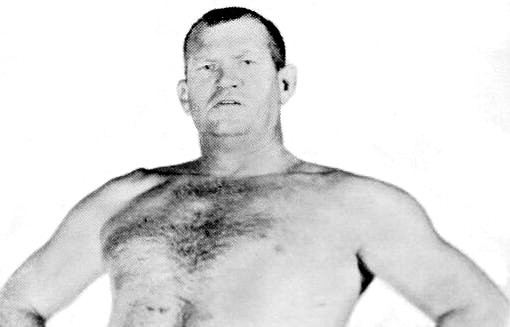
1977年

- 生まれつき掌が大きく、スパンは32cmに達し、握力は120kgを超えていたという[1]。その強靭な握力を活かして考案された「アイアン・クロー」は、相手の顔面あるいは胃袋を握りつけるという単純明快な技でありながら強烈なインパクトを有し、昭和のプロレスを代表する必殺技となった。
- アイアン・クロー誕生の逸話としては、梶原一騎による創作では「街で刃物をもった暴漢と遭遇、とっさにその手をつかんだところ、相手は手首を骨折してしまった」あるいは「フットボール選手時代にボールを握りしめたところ、それを破裂させたことがある経験から考案した」などの話がある。
- 梶原一騎は上記のほか、数々のアイアン・クロー伝説を『プロレススーパースター列伝』などで書いた。その中には「アイアン・クローを頭に食って脳波がおかしくなったレスラーは5人を超える」というものまである。また、プロモーターとしての成功に関しても、同作品のブルーザー・ブロディ編において「ダラスのプロレスラーはエリックのホテルに部屋を与えられ、エリックのレストランで食事をし、エリックのスーパーマーケットで買い物をし、エリックの銀行の小切手でファイトマネーを支払われる」などと誇張して表現した。なお、実際に「エリック帝国」でファイトした経験を持つグレート小鹿は「エリックはホテルやスーパーだけじゃなくて銀行も経営していた。ただ、個人オーナーじゃなくて共同経営者の一人だね。ギャラがエリックの経営してる銀行から発行された小切手だったかどうかは覚えてないけど、たしかダラスではエリックが共同経営してる銀行で口座を作ったような気がする」と語っている[36]。
- アメリカでは1960年代後半よりベビーフェイスに転向していたが、日本ではヒールのスタイルを押し通し、1975年7月25日に日大講堂で行われたジャイアント馬場とのテキサス・デスマッチは凄惨な流血戦となった。試合開始早々の場外乱闘の際、興奮した観客の男にボールペンで刺される事故に遭うが、平然としている様子が映像に残されている。